# Christian Wolanin
Christian Wolanin, född 17 mars 1995 i Québec, är en amerikansk-kanadensisk professionell ishockeyback som spelar för Ottawa Senators i National Hockey League (NHL). Han har tidigare spelat på lägre nivåer för North Dakota Fighting Hawks (University of North Dakota) i National Collegiate Athletic Association (NCAA) och Green Bay Gamblers och Muskegon Lumberjacks i United States Hockey League (USHL).
Wolanin draftades i fjärde rundan i 2015 års draft av Ottawa Senators som 107:e spelare totalt.
Han är son till den före detta ishockeybacken Craig Wolanin som spelade nästan 700 NHL-matcher mellan 1985 och 1998 och där han vann en Stanley Cup med Colorado Avalanche för säsongen 1995–1996.

## Statistik
| 2009–2010   | Little Caesars              | T1EHL       | 31  | 6  | 12 | 18 | 34  | —  | — | — | — | —  |
| 2010–2011   | Little Caesars U16          | T1EHL       | 34  | 13 | 13 | 26 | 30  | —  | — | — | — | —  |
| 2011–2012   | Little Caesars U18          | HPHL        | 22  | 3  | 10 | 13 | 28  | 7  | 1 | 3 | 4 | 2  |
| 2012–2013   | Green Bay Gamblers          | USHL        | 54  | 0  | 8  | 8  | 70  | 4  | 1 | 0 | 1 | 2  |
| 2013–2014   | Green Bay Gamblers          | USHL        | 23  | 1  | 4  | 5  | 30  | —  | — | — | — | —  |
|             | Muskegon Lumberjacks        | USHL        | 32  | 5  | 16 | 21 | 44  | —  | — | — | — | —  |
| 2014–2015   | Muskegon Lumberjacks        | USHL        | 56  | 14 | 27 | 41 | 107 | 12 | 3 | 5 | 8 | 20 |
| 2015–2016   | North Dakota Fighting Hawks | NCAA        | 32  | 4  | 11 | 15 | 20  | —  | — | — | — | —  |
| 2016–2017   | North Dakota Fighting Hawks | NCAA        | 37  | 6  | 16 | 22 | 37  | —  | — | — | — | —  |
| 2017–2018   | Ottawa Senators             | NHL         | 1   | 0  | 0  | 0  | 0   | —  | — | — | — | —  |
|             | North Dakota Fighting Hawks | NCAA        | 40  | 12 | 23 | 35 | 50  | —  | — | — | — | —  |
| NHL totalt  | NHL totalt                  | NHL totalt  | 1   | 0  | 0  | 0  | 0   | —  | — | — | — | —  |
| NCAA totalt | NCAA totalt                 | NCAA totalt | 109 | 22 | 50 | 72 | 107 | —  | — | — | — | —  |
| USHL totalt | USHL totalt                 | USHL totalt | 165 | 20 | 55 | 75 | 251 | 16 | 4 | 5 | 9 | 22 |